# Ultimo tango a Parigi (album)
| Recensione | Giudizio |
| ---------- | -------- |
| AllMusic   |          |

Ultimo tango a Parigi è un album in studio del musicista argentino Gato Barbieri, pubblicato nel 1972 e contenente la colonna sonora dell'omonimo film diretto da Bernardo Bertolucci.

## Descrizione
La colonna sonora del film Ultimo tango a Parigi composta da Gato Barbieri è caratterizzata da un jazz sospeso, con un'orchestrazione malinconica giocata sul ritmo del tango, su cui si innestano gli assoli di sax del musicista e compositore argentino, che tuttavia rientrano un po' nei cliché degli anni settanta. La musica ben si adatta alla malinconia e all'erotismo che attraversano il film di Bernardo Bertolucci, contribuendo a sottolinearli.
L'album è stato pubblicato nel 1972 in Italia dalle etichette discografiche United Artists e Liberty in formato LP e musicassetta. L'anno successivo, il disco è stato ristampato anche all'estero in numerosissimi paesi, con il titolo tradotto nelle principali lingue, tra cui in inglese (Last Tango in Paris), in francese (Le Dernier Tango à Paris) e in spagnolo (El último tango en París o Último tango en París). Numerose ristampe sono state prodotte negli anni a seguire, anche in formato Stereo8, CD e CD-ROM. L'album, oltre che dalla United Artists e dalla Liberty è stato pubblicato anche da altre case discografiche, quali Gamma, Rykodisc, ST2 Records, MGM, Simply Vinyl, Varèse Sarabande, Geneon, Quartet Records, Edel e GDM. Le ristampe più recenti risalgono al 2016.
La ristampa in CD del 1998, pubblicata da Rykodisc e ST2 Records negli Stati Uniti e in Brasile, prevede l'aggiunta di una Last Tango in Paris Suite suddivisa in 29 parti, composta da Barbieri traendo spunto dai temi sviluppati per la colonna sonora originalmente composta per il film.
Dalla colonna sonora è stato estratto anche un singolo, pubblicato in 7" nello stesso 1972 con il medesimo titolo, Ultimo tango a Parigi.

## Tracce
LP Italia 1972
Musiche di Gato Barbieri.
1. Ultimo tango a Parigi (Tango) – 3:32
2. Jeanne – 2:34
3. Para mi Negra (Tango) – 2:06
4. Ultimo tango a Parigi (Ballad) – 3:43
5. Fake Ophelia – 2:57
6. Picture in the Rain – 1:51
7. La Vuelta (Tango) – 3:04
8. It's Over – 3:15
9. Un largo adios (Tango) – 2:32
10. Why Did She Choose You? – 3:00
11. Ultimo tango a Parigi (Jazz walzer) – 5:44

Durata totale: 34:18
CD USA/Brasile 1998
Musiche di Gato Barbieri.
1. Ultimo tango a Parigi (Tango) – 3:32
2. Jeanne – 2:34
3. Para mi Negra (Tango) – 2:06
4. Ultimo tango a Parigi (Ballad) – 3:43
5. Fake Ophelia – 2:57
6. Picture in the Rain – 1:51
7. La Vuelta (Tango) – 3:04
8. It's Over – 3:15
9. Un largo adios (Tango) – 2:32
10. Why Did She Choose You? – 3:00
11. Ultimo tango a Parigi (Jazz walzer) – 5:44
12. The Last Tango In Paris Suite

## Crediti
- Oliver Nelson - direzione d'orchestra
- Gato Barbieri – sax tenore, flauto, voce
- Franco D'Andrea – pianoforte
- Franco Goldani – fisarmonica
- Wolmer Beltrami - fisarmonica
- Jean-François Jenny-Clark – basso
- Giovanni Tommaso - basso
- Pierino Munari – batteria
- Afonso Vieira – percussioni, berimbau
- Ivanir do Nascimento – percussioni, tamburello